# Бернхард II (Саксония-Лауенбург)
Бернхард II (на немски: Bernhard II; * ок. 1385/1392, † 16 юли 1463) от род Аскани е от 1436 до 1463 г. херцог на Саксония-Лауенбург и ерцмаршал на Свещената Римска империя.

## Живот
Той е петият син на херцог Ерих IV (1354 – 1411) и на София фон Брауншвайг-Люнебург (1358 – 1416), дъщеря на херцог Магнус II от Брауншвайг-Люнебург от род Велфи и Катарина фон Анхалт-Бернбург.
Бернхард последва през 1436 г. най-големия си бездетен брат Ерих V († края на 1435 г.). Бернхард взема титлата ерцмаршал на Свещената Римска империя.
На смъртното си легло той поучава сина си да държи улиците чисти и градовете в мир.

## Деца
Бернхард се жени на 2 февруари 1429 г. за Аделхайд от Померания-Щолп (1410 – 1444/1445), дъщеря на херцог Богислав VIII от Померания-Рюгенвалде. Двамата имат децата:
- София (1428 – 1473)

∞ 1444 г. херцог Герхард VIII от Юлих-Берг (1416/7 – 1475)
- Йохан IV (1439 – 1507), херцог на Саксония-Лауенбург

∞ 1464 принцеса Доротея фон Бранденбург (1446 – 1519)